# 官涌之戰
官涌之戰是林則徐奏報於1839年11月发生的清朝与大英帝國之间的武装冲突事件，依英軍記載則英軍並未參戰。清軍為了防範英軍的侵犯，於尖沙咀以北官涌山佈防。清道光十九年九月廿九日至十月初八日 (1839年11月4－13日) ，林則徐奏稱英舰於10天内向清軍進行海陸攻擊6次，但是未能攻克官涌。

## 背景

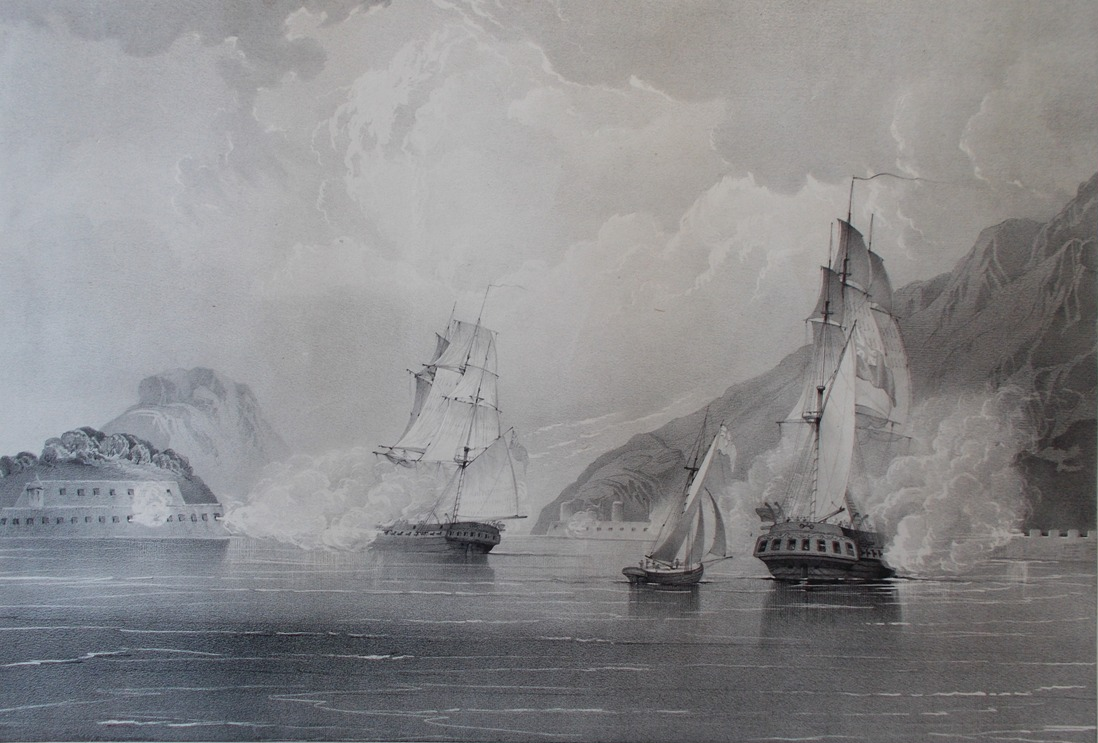
查理·義律乘坐的路易莎號（圖中）

道光十九年（1839年），钦差大臣林则徐与两广总督邓廷桢和水师提督关天培商议，为了控制外洋海面，在尖沙嘴和官涌山岗一带驻军。关天培调陈连升防守。官涌营盘居高临下，可以俯击英船。英军不断派人到此偷袭。
1839年6月20日，九龍尖沙咀村發生林維喜案。英國水兵在村內醉酒鬧事，打死村民林維喜，林則徐要求英國商務總監義律交出兇手，義律卻自己輕判了事。此事因而成為第一次鴉片戰爭的導火線，為香港被割讓埋下伏筆。同年11月，中英隨即爆發穿鼻之戰，林則徐下令軍隊駐在官涌山。
据林则徐奏，英軍在旬日之内，连续向官涌清军进攻六次，皆被击退，其中参战的有“嘚格喇𠱊”（Douglas是艦長，艦名「劍橋」）、“哆唎”等英船。而英方对此却全无记载，反称泊于香港一带的英船移往铜鼓时，于11月13日在九龙一带（即官涌）遭到清军的炮击。此时英国在广东海面僅有巡防艦窩拉疑號及新到的風信子號，以及官船路易莎號，从林则徐奏折来分析，此三舰并未参战。因此可以肯定官涌之战不是英军与清军之间的戰事。

## 第一次
官涌营盘守军在參將陳連昇和遊擊伍通标率领下截击偷袭的英兵，打伤英军士兵并缴获了枪械，英军逃跑。

## 第二次
九月廿九日（11月4日）夜，英兵舰数艘，对准官涌营盘一字排开，猛烈仰攻，但目标太高，不好命中。清军居高临下，向英兵舰进行俯击，英舰撤退。

## 第三次
十月初三日（11月8日）英兵舰以大舰正面对官涌营盘开炮，同时派小船侧面包抄，乘海潮冲击靠近岸边，百余人乘隙抢上山岗，把总刘明辉率众截击，击伤英军数十名，死亡数人，其余滚下山岗。

## 第四次
十月初四日（11月9日），英军在胡椒角（今海逸豪園附近）开炮试探，营盘守军游击德连用大炮、抬炮一齐还击，英舰被击中，潜逃。
林则徐、邓廷桢和关天培，增调水师官兵二百人，添置大炮六座，并调派候补知府余保纯、候补县丞张鹍、新安县知县梁星源、驻守大鹏湾的参将赖恩爵、都司洪名香、宋王台参将张斌就近带兵往官涌通力合作，准备夹攻来犯英军。

## 第五次
十月初六日（11月11日）晚，清军按五个山梁分五路用大炮主动出击，英军逃跑。

## 第六次
十月初八日（11月13日）下午，英舰来犯，清军仍以五个山梁，五路大炮叠轰，击退英舰。

## 影响
林则徐、邓廷桢、关天培为防英军再犯，在尖沙嘴、官涌添置炮台，经余保纯、赖恩爵、梁星源等实地勘察，于尖沙嘴山麓、官涌之南山上各建炮台一座，由内地调配大炮五十多门，还将大鹏湾营改为协，派副将驻守。